# Alpino (F 594)
L'Alpino è una fregata missilistica in organico alla Marina Militare, quinta unità costruita della classe Bergamini e la quarta unità dopo il Virginio Fasan, il Carlo Margottini e il Carabiniere ad essere specializzata nella lotta antisommergibile. Impostata nei cantieri di Riva Trigoso, l'unità è stata varata il 13 dicembre 2014.

## Storia
Impostata nel cantiere navale di Riva Trigoso, la nave è stata varata il 13 dicembre 2014 alla presenza di Nicola Latorre, presidente della Commissione Difesa del Senato, del Capo di stato maggiore della difesa, ammiraglio Luigi Binelli Mantelli, del Capo di Stato Maggiore della Marina Militare, ammiraglio di Squadra Giuseppe De Giorgi, del Capo di stato maggiore dell'Esercito, Generale di corpo d'armata Claudio Graziano, e di varie rappresentanze dell'ANMI. Lo schieramento d'Onore della cerimonia comprendeva la bandiera di guerra del Raggruppamento subacquei ed incursori, il Medagliere della Marina Militare ed il Labaro del Nastro Azzurro (Provincia di Genova), i gonfaloni della Regione Liguria, della Provincia di Genova e del Comune di Sestri Levante.
Madrina del varo è stata la signora Maria Rosa Solimano, cugina del Sergente maggiore degli alpini Francesco Solimano di Sori (provincia di Genova), del 1º reggimento, battaglione Pieve di Teco, caduto sul fronte russo e insignito della Medaglia d'oro al valor militare con la seguente motivazione:
Dopo il varo la nave è stata trasferita presso lo stabilimento Fincantieri del Muggiano per completare l'allestimento, e dopo il completamento delle prove in mare, nave Alpino è stata ufficialmente consegnata alla Marina Militare il 30 settembre 2016 dopo una cerimonia svolta presso lo stabilimento Fincantieri di Muggiano alla Spezia; la fregata costituisce la quinta unità italiana del programma FREMM e la quarta nonché ultima unità della serie in configurazione anti-sommergibile

## Nome
La nave intitolata all'omonimo corpo militare, specialità dell'Arma di fanteria, ed è la quarta unità navale italiana a portare questo nome nella storia della marineria italiana.
Il primo Alpino era un cacciatorpediniere della classe Soldato, in servizio nella Regia Marina dal 1909 al 1928, che ha partecipato alla guerra Italo-Turca ed alla prima guerra mondiale con compiti di minamento, supporto alle operazioni speciali, pattugliamento ed ha preso parte a numerose azioni belliche nell’Adriatico e nello Ionio.
Il secondo Alpino era un cacciatorpediniere classe Soldati in servizio nella Regia Marina dal 1938 al 1943, che nel corso della seconda guerra mondiale ha preso parte a numerose battaglie avendo sempre la meglio sul nemico, tra cui le lbattaglie di Punta Stilo e di Capo Matapan, che venne affondata mentre era ormeggiata nel porto della Spezia dopo essere stata colpita da una bomba lanciata da uno dei 170 velivoli inglesi che nella notte tra il 18 e 19 aprile 1943 effettuarono un bombardamento a tappeto sulla città della Spezia.
La terza unità a portare il nome Alpino è stata una fregata costruita nei Cantieri del Tirreno di Riva Trigoso in servizio nella Marina Militare dal 1967 al 2006. Inizialmente costruita con il nome Circe, nel corso della sua costruzione venne ribattezzata Alpino ed è stata la prima nave a stabilire un record di permanenza in mare nel 1973, quando partita dall’Italia, ha raggiunto il mar di Labrador con una navigazione ininterrotta di 496 ore nel corso delle quali ha percorso 7315 miglia. Nel 1996, dopo un periodo di significative lavorazioni e modifiche, è stata riclassificata in nave di Comando e Supporto alle forze di Contromisure mine ed ebbe in seguito nel 1998 assegnato il nuovo distintivo ottico A 5384 in sostituzione del precedente F 580, effettuando il suo ultimo ammaina bandiera il 31 marzo 2006.

## Motto
Il motto della nave è "Di qui non si passa", che è anche il motto delle penne nere, venne coniato dal generale Luigi Pelloux, primo ispettore generale del Corpo degli alpini, il 18 ottobre 1888, durante una parata militare a Roma. In quella occasione, mentre le truppe sfilavano in parata davanti al Re d'Italia ed all'Imperatore di Germania, il Generale Pelloux concluse un discorso dicendo: «essi simboleggiano quasi, all'estrema frontiera, alle porte d'Italia, un baluardo sul cui fronte sta scritto "Di qui non si passa".»

## Galleria d'immagini

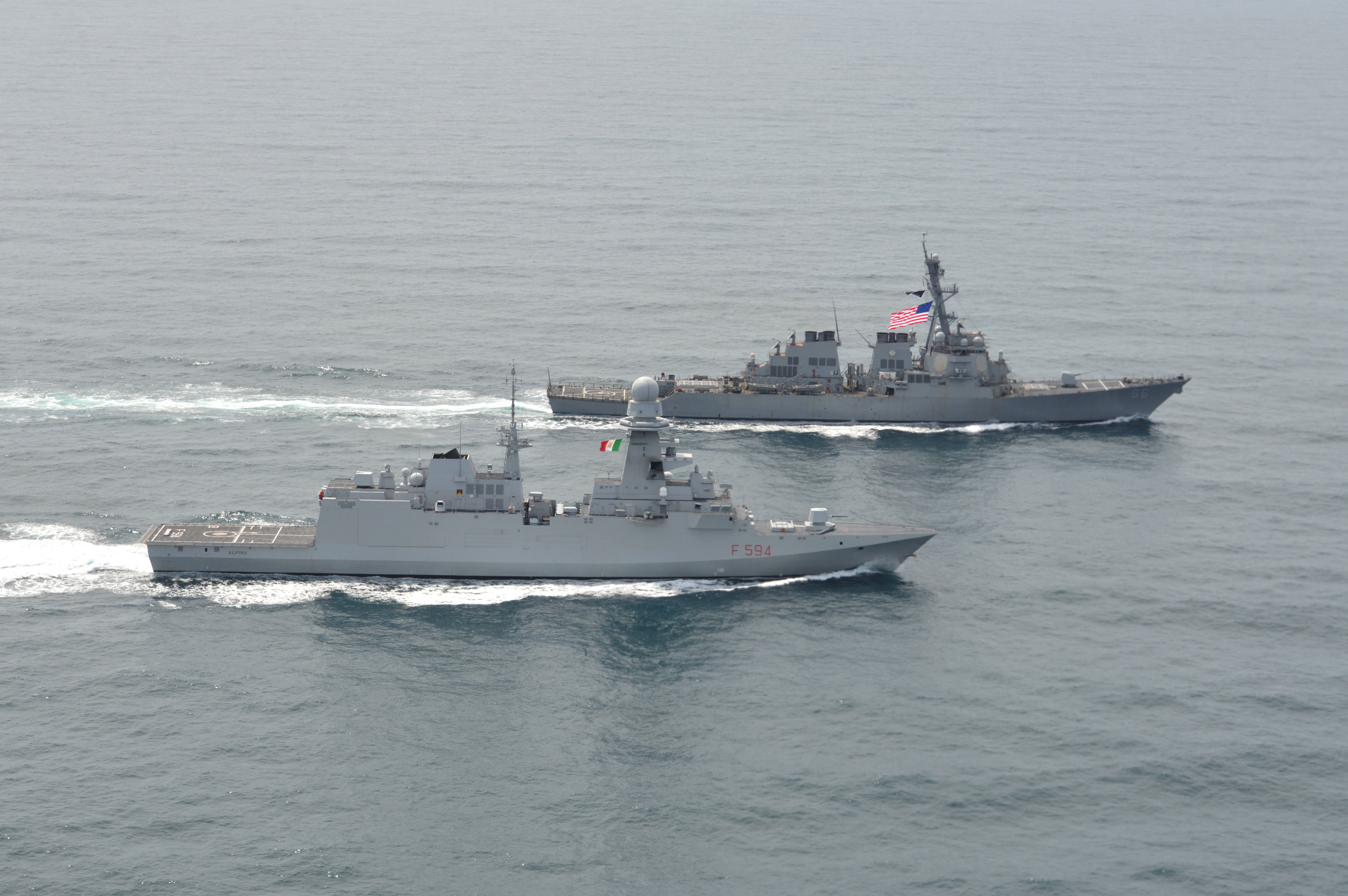
In esercitazione con il cacciatorpediniere americano USS Gonzalez (DDG-66)